# Sorex unguiculatus
Sorex unguiculatus là một loài động vật có vú trong họ Chuột chù, bộ Soricomorpha. Loài này được Dobson mô tả năm 1890.

## Hình ảnh

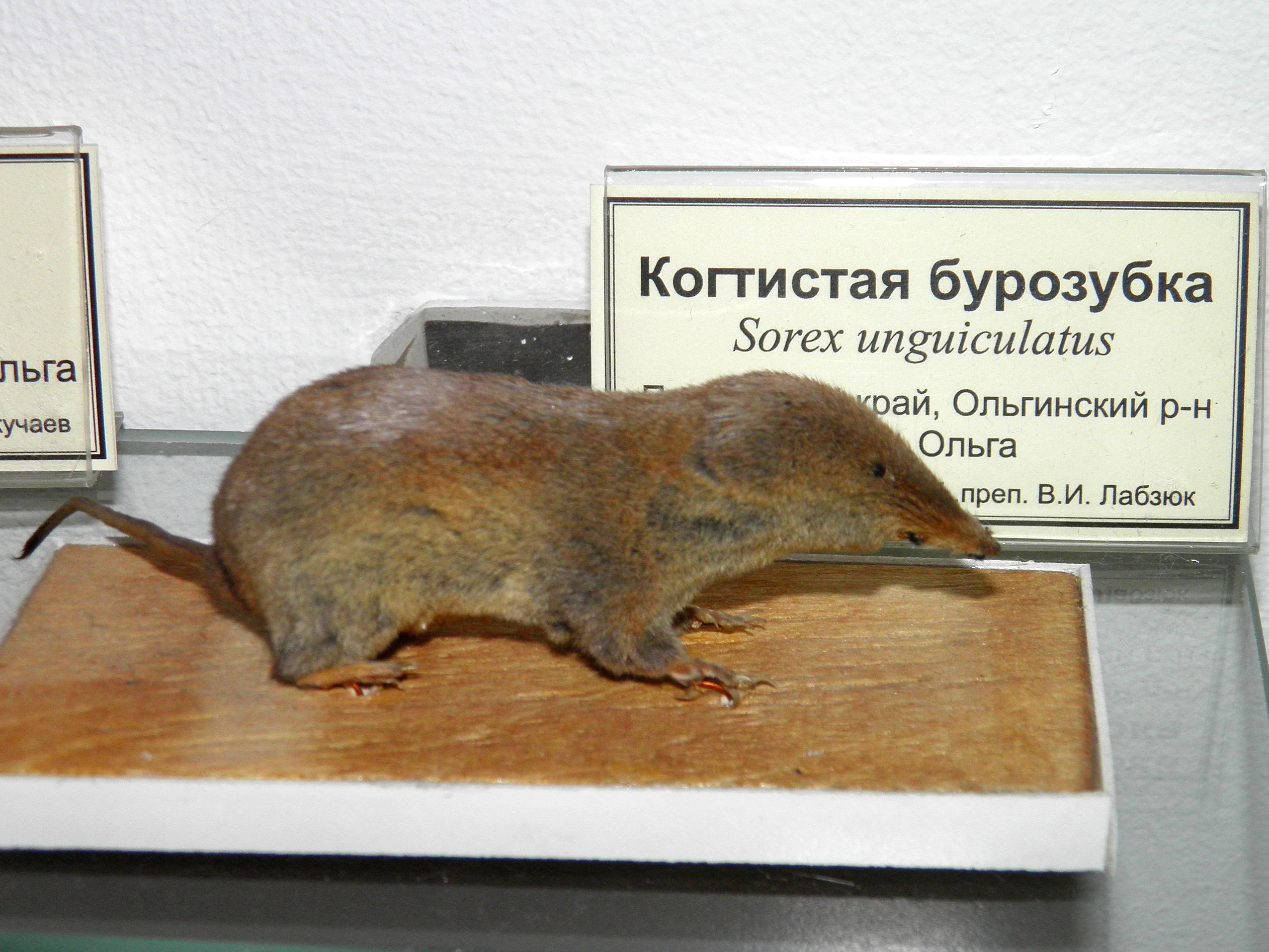